# تلیله دم‌سفید

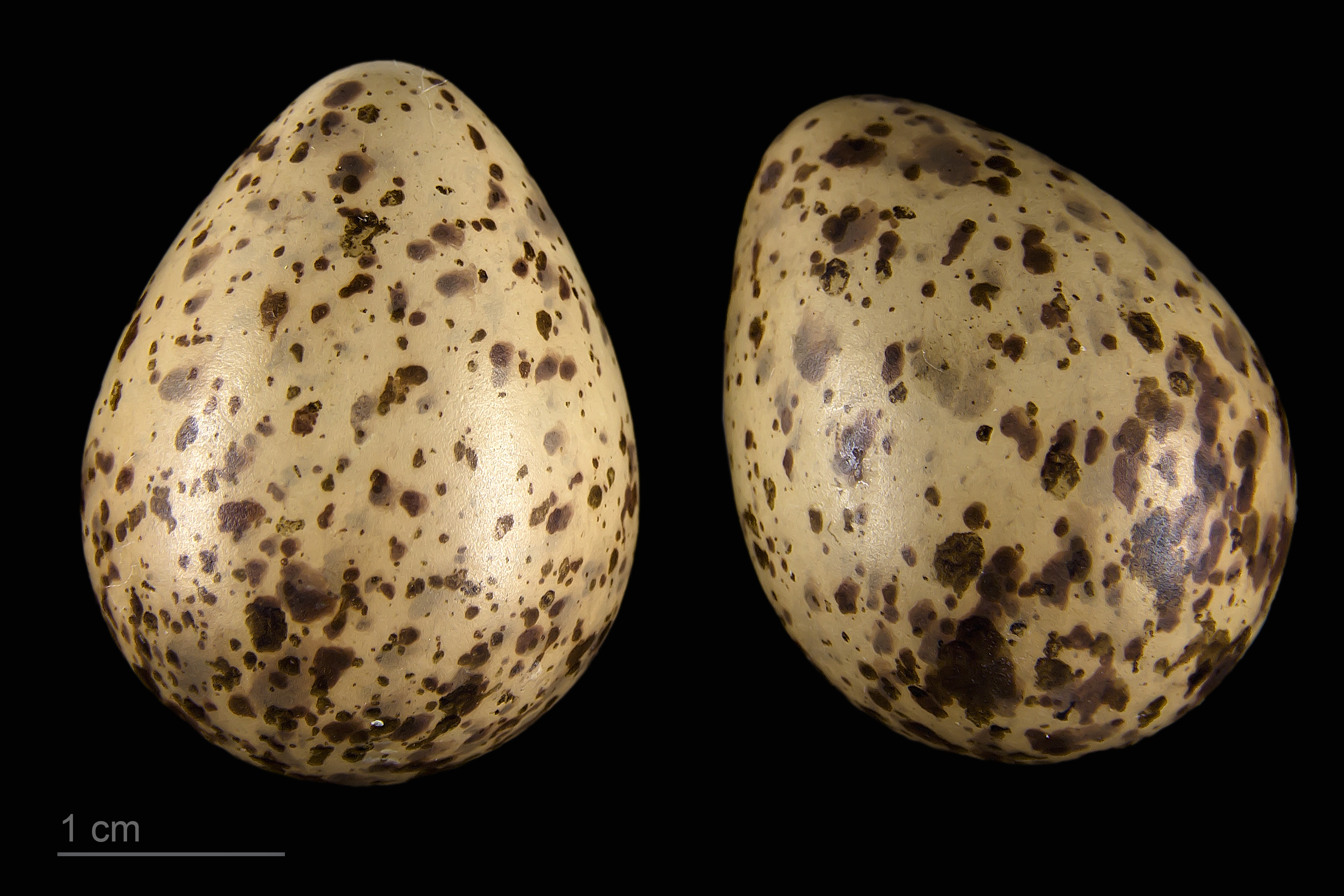
Calidris temminckii

تلیله دم‌سفید (نام علمی: Calidris temminckii) نام یک گونه از سرده تلیله است.